# Montagne Sainte-Victoire (Cézanne)
La montagne Sainte-Victoire, près d'Aix-en-Provence, est le sujet de près de 80 œuvres du peintre français Paul Cézanne.

## Liste
| Œuvre | Titre                                                          | Date      | Dimensions  | Conservation                             | Pays        |
| ----- | -------------------------------------------------------------- | --------- | ----------- | ---------------------------------------- | ----------- |
|       | La Montagne Sainte-Victoire vue de Bellevue                    | 1885      | 73 × 92     | Fondation Barnes, Philadelphie           | États-Unis  |
|       | Plaine devant la montagne Sainte-Victoire                      | 1885      | 58 × 72     | Musée Pouchkine, Moscou                  | Russie      |
|       | Mont Sainte-Victoire avec grand pin                            | 1885-1887 | 67 × 92     | Courtauld Institute of Art, Londres      | Royaume-Uni |
|       | La Montagne Sainte-Victoire                                    | 1885-1887 | 55 × 65     | National Gallery of Scotland, Édimbourg  | Royaume-Uni |
|       | La Montagne Sainte-Victoire et le Viaduc de la vallée de l'Arc | 1882-1885 | 65,4 × 81,6 | Metropolitan Museum of Art, New York     | États-Unis  |
|       | La Montagne Sainte-Victoire au grand pin                       | 1886-1887 |             | Collection Philips, Washington           | États-Unis  |
|       | La Montagne Sainte-Victoire vue depuis Gardanne                | 1886-1890 | 62,5 × 91   | National Gallery of Art, Washington      | États-Unis  |
|       | La Montagne Sainte-Victoire                                    | 1888-1890 | 65 × 81     | Collection privée                        |             |
|       | La Montagne Sainte-Victoire                                    | vers 1890 | 65 × 95,2   | Musée d'Orsay, Paris                     | France      |
|       | La Montagne Sainte-Victoire                                    | 1897-1898 |             | Musée de l'Ermitage, Saint-Pétersbourg   | Russie      |
|       | La Montagne Sainte-Victoire vue de la carrière Bibemus         | 1897      | 65 × 81     | Baltimore Museum of Art, Baltimore       | États-Unis  |
|       | Route devant la Montagne Sainte-Victoire                       | 1898-1902 | 78 × 99     | Musée de l'Ermitage, Saint-Pétersbourg   | Russie      |
|       | Route devant la Montagne Sainte-Victoire                       | 1898-1902 | 81 × 99     | Musée de l'Ermitage, Saint-Pétersbourg   | Russie      |
|       | La Montagne Sainte-Victoire                                    | 1902-1906 |             | Metropolitan Museum of Art, New York     | États-Unis  |
|       | La Montagne Sainte-Victoire                                    | 1904      | 70 × 92     | Philadelphia Museum of Art, Philadelphie | États-Unis  |
|       | La Montagne Sainte-Victoire                                    | 1904-1906 | 65 × 81     | Collection privée                        |             |
|       | La Montagne Sainte-Victoire                                    | 1904-1906 | 65 × 81     | Foundation E.G. Bührle, Zurich           | Suisse      |
|       | La Montagne Sainte-Victoire et Le Château Noir                 | 1904-1906 |             | Bridgestone Museum of Art, Tokyo         | Japon       |
|       | La Montagne Sainte-Victoire et le Château Noir                 | 1904-1906 | 65,6 × 81   | Philadelphia Museum of Art, Philadelphie | États-Unis  |
|       | La Montagne Sainte-Victoire vue des Lauves                     | 1904-1906 | 59,9 × 72,2 | Kunstmuseum, Bâle                        | Suisse      |
|       | La Montagne Sainte-Victoire                                    | 1905      | 63,5 × 83   | Kunsthaus de Zurich, Zurich              | Suisse      |
|       | Baigneurs, Montagne-Sainte-Victoire en arrière-plan            |           |             |                                          |             |